# Перелазовский (Клетский район)
Перелазовский — хутор в Клетском районе Волгоградской области России, административный центр Перелазовского сельского поселения.
Население — 1045 (2010)

## История
Хутор относился к юрту станицы Распопинской Усть-Медведицкого округа Земли Войска Донского (с 1870 года — Область Войска Донского). Дата основания хутора не установлена. В XIX веке также был известен как хутор Перелазный. В 1859 году на хуторе проживало 240 душ мужского и 260 женского пола.
Согласно переписи населения 1897 года на хуторе проживало 386 мужчин и 427 женщин, из них грамотных: мужчин — 194, женщин — 24. Согласно алфавитному списку населённых мест Области Войска Донского 1915 года на хуторе имелось хуторское правление, церковь, приходское училище, церковно-приходская школа, кредитное товарищество, паровая мельница, земельный надел составлял 7181 десятину, проживало 751 мужчина и 770 женщин.
В 1921 году хутор в составе Усть-Медведицкого округа передан Царицынской губернии. С 1928 года — в составе Клетского района Сталинградского округа (упразднён в 1930 году) Нижне-Волжского края (с 1934 года — Сталинградского края). С 1935 года — административный центр Перелазовского района Сталинградского края (с 1936 года — Сталинградской области). В 1959 году в связи с упразднением Перелазовского района вновь включён в состав Клетского района.

## Общая физико-географическая характеристика
Хутор расположен в степи, у подножия Донской гряды, являющейся частью Восточно-Европейской равнине, на реке Куртлак. Выше Перелазовского расположено устье реки Царица, ниже — устье реки Крепкой. Ближайшие населённые пункты хутора Новоцарицынский и Ефремовский. Рельеф местности холмисто-равнинный. В районе хутора левый склон долины Куртлака более крутой, изрезан многочисленными балками и оврагами, правый склон более пологий. Центр хутора расположен на высоте около 110 метров над уровнем моря. Почвы — солоны (автоморфные).
Географическое положение
По автомобильным дорогам расстояние до областного центра города Волгограда составляет 200 км, до районного центра станицы Клетской — 71 км.
Климат
Климат умеренный континентальный (согласно классификации климатов Кёппена — Dfa). Многолетняя норма осадков — 410 мм. Наибольшее количество осадков выпадает в июне — 46 мм, наименьшее в феврале — 23 мм. Среднегодовая температура положительная и составляет + 7,8 °С, средняя температура самого холодного месяца января −7,8 °С, самого жаркого месяца июля +22,7 °С.
Часовой пояс
Перелазовский, как и вся Волгоградская область, находится в часовой зоне МСК (московское время). Смещение применяемого времени относительно UTC составляет +3:00.

## Население
Динамика численности населения по годам:
| 1859 | 1873 | 1897 | 1915 | 1939 | 1987 |
| ---- | ---- | ---- | ---- | ---- | ---- |
| 500  | 609  | 813  | 1521 | 1172 | ≈930 |

| 2010 |
| ---- |
| 1045 |

## Инфраструктура
Администрация сельского поселения.

## Транспорт
К хутору имеется подъезд от автодороги Серафимович — Суровикино (4,9 км). 